# گوزپیناری (فکه)
گوزپیناری {{ترکی|Güzpınarı) (به ارمنی: Քիսենիտ) یک منطقهٔ مسکونی در ترکیه است که در فکه، ترکیه واقع شده‌است.